# Leucogeranus leucogeranus
La gru siberiana (Leucogeranus leucogeranus Pallas, 1773) è un uccello della famiglia dei Gruidi. Gli adulti si distinguono da tutte le altre gru per il fatto di avere il piumaggio di colore interamente bianco candido, fatta eccezione per le remiganti primarie nere, visibili solamente quando l'uccello è in volo. È presente, con due popolazioni disgiunte, nella tundra artica della Russia occidentale e orientale. La popolazione orientale migra in Cina durante l'inverno, mentre quella occidentale trascorre i mesi invernali in Iran e, in passato, in India e Nepal. Tra le gru, questa specie è quella che migra sulle distanze più lunghe. Il numero di esemplari, in particolare quello degli appartenenti alla popolazione occidentale, è diminuito drasticamente nel corso del XX secolo a causa della caccia lungo le rotte migratorie e del degrado ambientale. Attualmente la popolazione globale viene stimata in 3500-4000 unità, per lo più appartenenti alla popolazione orientale, che sverna per il 95% nel bacino del lago Poyang, in Cina, un habitat che potrebbe aver subito delle alterazioni in seguito alla costruzione della diga delle Tre Gole. Fatta eccezione per gli esemplari reintrodotti, in Siberia occidentale rimangono solamente una decina di esemplari selvatici.

## Descrizione
Gli adulti di entrambi i sessi presentano un piumaggio interamente bianco candido, fatta eccezione per il nero delle remiganti primarie, dell'alula e delle copritrici primarie. La fronte, la faccia e i lati della testa, privi di piume, presentano una colorazione rosso brillante, il becco è scuro e le zampe sono rosate. L'iride è giallastra. I giovani hanno la faccia interamente ricoperta di piume e il piumaggio di colore marrone sporco. Diversamente da altre specie di gru, la gru siberiana non ha remiganti terziarie allungate. Durante la stagione nuziale, è facile vedere sia il maschio che la femmina con le penne sporche di fango, in quanto tendono a immergere il becco nel fango e a spalmarselo addosso. Il richiamo è molto diverso dal suono strombazzante emesso dalla maggior parte delle altre gru: è un acuto fischio - toyoya - simile al richiamo di un'oca. La gru siberiana pesa in media 4,9-8,6 kg e raggiunge un'altezza di 140 cm circa. L'apertura alare misura 210-230 cm e la lunghezza 115-127 cm. I maschi sono in media più pesanti delle femmine. In un unico caso documentato, un maschio di dimensioni eccezionali ha raggiunto i 15 kg di peso.

## Biologia
Quando si trovano nei loro siti di nidificazione le gru siberiane vivono a grande distanza l'una dall'altra e sono estremamente territoriali. In inverno occupano territori adibiti alla ricerca del cibo, ma possono formare piccoli stormi poco coesi e radunarsi in prossimità dei dormitori. Sono animali diurni, che dedicano quasi l'intera giornata alla ricerca del cibo. Quando si nutrono di vegetazione sommersa, spesso immergono la testa completamente sott'acqua. Quando emettono i loro richiami, allungano il collo in avanti. Gli studiosi hanno identificato il contesto nel quale vengono emessi particolari richiami e hanno scoperto che alcuni di essi variano in base al sesso. La variazione da un individuo all'altro è quasi inesistente e la maggior parte dei richiami ha una frequenza dominante di circa 1,4 kHz. Tuttavia, i richiami emessi all'unisono, duetti tra i due membri di una coppia, costituiscono le vocalizzazioni più caratteristiche, con marcate differenze da una coppia all'altra. La femmina produce il richiamo più acuto, il loo del doodle-loo con cui gli ornitologi trascrivono il suono di questi duetti. Entrambi i membri di una coppia camminano attorno ad altre coppie per minacciarle e allontanarle dal loro territorio. In cattività, un esemplare ha quasi raggiunto i 62 anni di età, mentre un altro è morto all'età di 83 anni.

### Alimentazione
Pur essendo onnivora, questa gru si nutre principalmente di vegetali. Nei terreni estivi consuma una vasta gamma di piante, tra cui radici di falso elleboro (Veratrum album) e semi di Empetrum nigrum, nonché piccoli roditori (lemming e arvicole), lombrichi e pesci. In un primo momento si pensava che si nutrisse essenzialmente di pesce, dato il margine seghettato del suo becco, ma gli studi successivi hanno dimostrato che cattura prede animali soprattutto quando la vegetazione è coperta dalla neve. Inoltre, ingoia sassolini e pietrisco che aiutano a frantumare il cibo contenuto nel gozzo. Nei terreni di svernamento in Cina, gli studiosi hanno notato che la gru siberiana si nutre in gran quantità delle foglie sommerse di Vallisneria spiralis. Negli stomaci degli esemplari che svernano in India sono state rinvenute principalmente piante acquatiche. In cattività, tuttavia, questa specie è stata vista raccogliere con il becco anche coleotteri e uova di uccello.

### Riproduzione
Le gru siberiane ritornano nella tundra artica verso la fine di aprile e l'inizio di maggio. Il nido si trova solitamente sulle sponde di un lago, in un terreno paludoso, ed è generalmente circondato dall'acqua. La maggior parte delle uova viene deposta nella prima settimana di giugno, quando la tundra è libera dalla neve. La covata comprende di solito due uova, che vengono incubate dalla femmina dopo la deposizione del secondo uovo. Il maschio rimane di guardia nelle vicinanze. Le uova si schiudono dopo circa 27-29 giorni e i giovani si alzano in volo all'età di circa 80 giorni. Di solito, a causa delle aggressioni tra fratelli, sopravvive solamente un unico piccolo. L'incremento demografico annuo è inferiore al 10%, il più basso riscontrato tra tutte le gru. Il successo riproduttivo può essere ulteriormente ostacolato dal disturbo arrecato dalle renne e, talvolta, dai cani che accompagnano i mandriani. Nascite in cattività sono state ottenute presso la International Crane Foundation di Baraboo dopo numerosi tentativi falliti. Dal momento che i maschi spesso uccidevano le loro compagne, gli studiosi hanno dovuto ricorrere all'inseminazione artificiale; le uova, poi, sono state fatte covare da altre specie di gru, come quella canadese. Durante lo sviluppo, inoltre, sono stati usati particolari proiettori che simulavano le giornate più lunghe dell'estate artica.

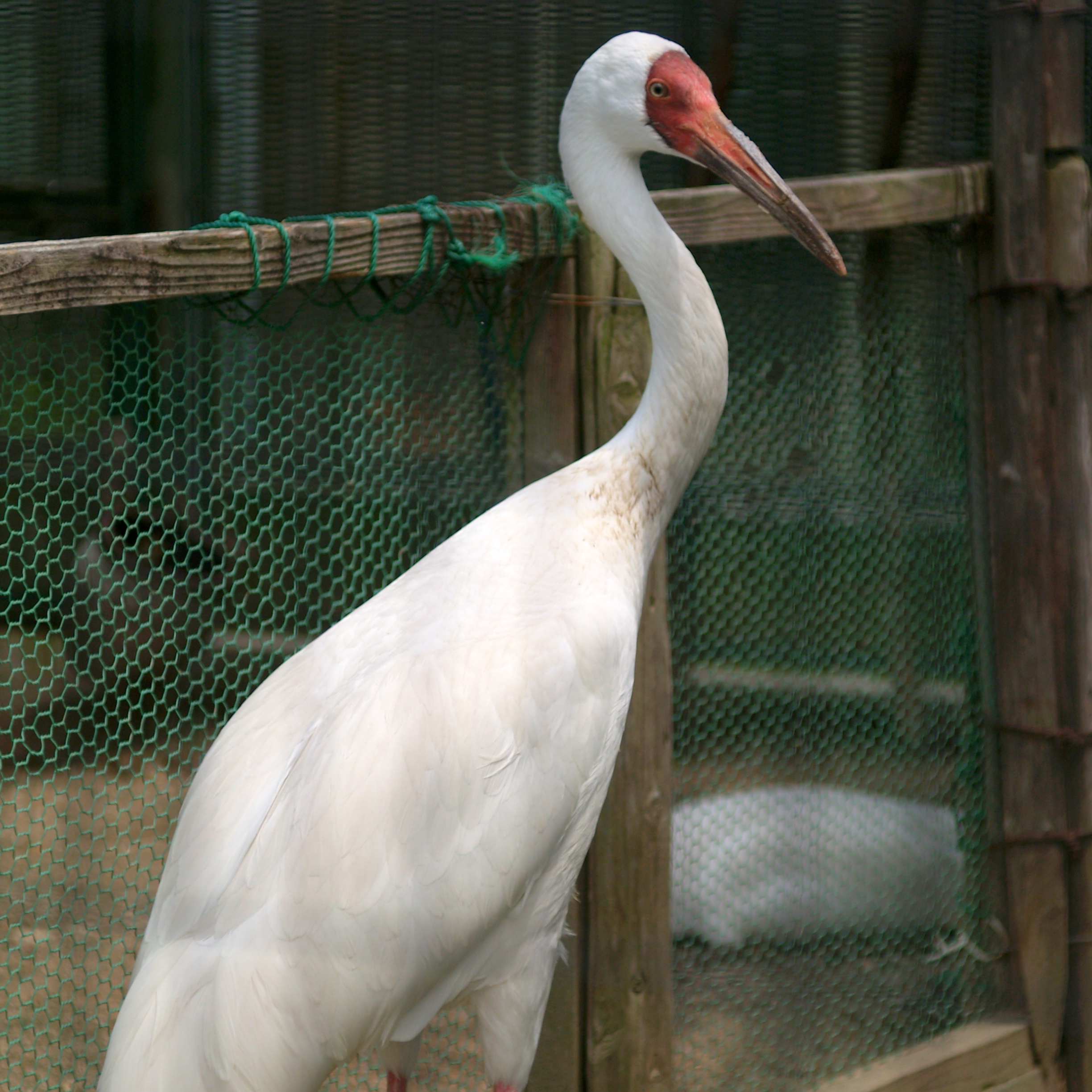
Gru allo zoo di Tennōji (Giappone).

### Migrazione
Questa specie nidifica in due regioni disgiunte della tundra artica della Russia: la popolazione occidentale lungo il fiume Ob', nella Siberia occidentale, e quella orientale in Jacuzia. È una migratrice sulle lunghe distanze e, tra le gru, è una delle specie che effettuano gli spostamenti più lunghi. La popolazione orientale sverna lungo lo Yangtze e il lago Poyang in Cina, e quella occidentale a Fereydun Kenar in Iran. La popolazione centrale, che in passato svernava nel parco nazionale di Keoladeo a Bharatpur, in India, è estinta.

## Distribuzione e habitat
Originariamente l'areale di nidificazione della gru siberiana si estendeva dalla regione compresa tra gli Urali e il fiume Ob' fino ai fiumi Išim e Tobol a sud e alla regione della Kolyma a est. Da allora il numero di esemplari è diminuito a seguito dei cambiamenti dell'utilizzo del terreno, del prosciugamento delle zone umide per fare spazio ai terreni agricoli e della caccia lungo le rotte migratorie. In epoca moderna l'areale di riproduzione si è ristretto a due zone molto distanti tra loro, una occidentale, tra i bacini dei fiumi Ob', Konda e Sos'va, e una orientale, che ospita un numero di esemplari di gran lunga superiore, in Jacuzia, tra i fiumi Jana e Alazeja. Come la maggior parte delle gru, anche quella siberiana vive in paludi e zone umide poco profonde, spesso spingendosi in cerca di cibo anche in acque più profonde delle altre gru. Mostra un forte attaccamento alle zone di svernamento e di nidificazione e utilizza gli stessi siti anno dopo anno. La popolazione occidentale sverna in Iran, ma in passato alcuni esemplari trascorrevano l'inverno in India, spingendosi a sud fino a Nagpur e a est fino al Bihar. La popolazione orientale sverna prevalentemente nella regione del lago Poyang, in Cina.

## Tassonomia

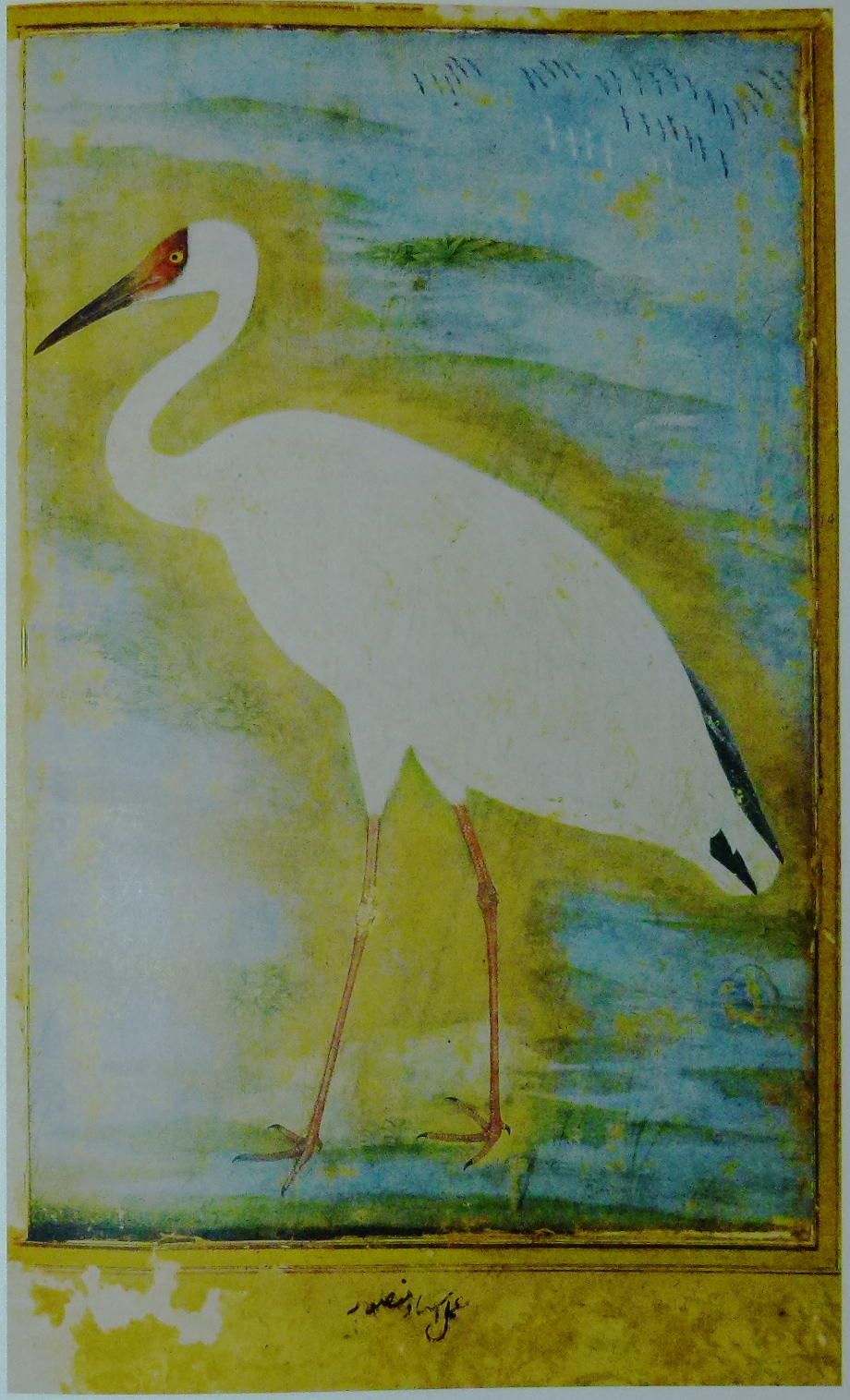
Gru siberiana in un dipinto moghul di Ustad Mansur (1625 ca.).

La gru siberiana venne descritta ufficialmente da Peter Simon Pallas nel 1773 con il nome scientifico Grus leucogeranus. L'appellativo specifico deriva dai termini greci leukos, «bianco», e geranos, «gru». Tuttavia, circa 100 anni prima, nel XVII secolo, una gru siberiana era già stata raffigurata da Ustad Mansur, un artista e cantore di corte del sovrano moghul Jahangir. George Robert Gray classificò le gru, compresa questa specie, nel genere Megalornis, mentre Richard Bowdler Sharpe suggerì di separare questa specie da Grus istituendo il genere Sarcogeranus. La gru siberiana è priva del complesso sistema di spire tracheali presente nella maggior parte delle gru, ma condivide questa caratteristica con la gru caruncolata. Anche il suo richiamo, che le coppie emettono all'unisono, differisce da quello della maggior parte delle gru e alcuni autori hanno suggerito di classificare la gru siberiana nel genere Bugeranus assieme alla gru caruncolata. Il confronto delle sequenze di DNA del citocromo-b, tuttavia, suggerisce che la gru siberiana è una rappresentante basale della sottofamiglia Gruinae e che la gru caruncolata è la sola specie del genere Bugeranus, considerato un sister-taxon delle gru del genere Anthropoides.
Secondo uno studio di filogenesi molecolare pubblicato nel 2010 il genere Grus, come inteso in passato, sarebbe polifiletico. A seguito del successivo riarrangiamento per creare generi monofiletici, la gru siberiana è stata trasferita nel ripristinato genere Leucogeranus, istituito dal biologo francese Charles Lucien Bonaparte nel 1855.

## Conservazione

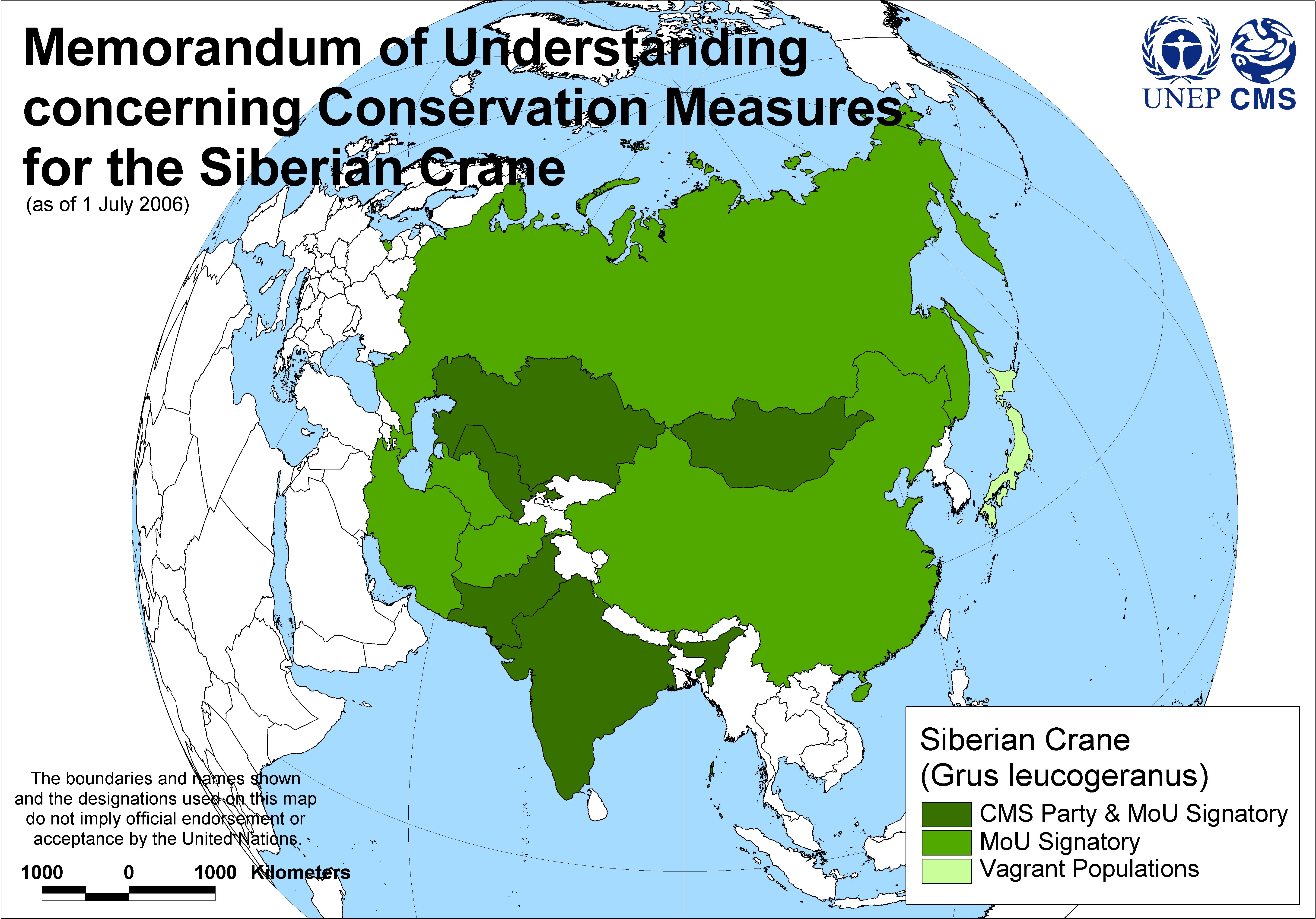
Paesi firmatari del Protocollo d'intesa per la gru siberiana.

Lo stato di conservazione di questa specie è particolarmente critico e si stima che ne rimangano in tutto circa 3200-4000 esemplari, quasi tutti appartenenti alla popolazione orientale. Delle 15 specie di gru, questa è una delle più minacciate (solamente la gru americana del Nordamerica, della quale nel 2018 ve ne erano appena 750 esemplari, è più rara). La popolazione occidentale, scesa drasticamente a 4 unità nel 2002, si riteneva completamente estinta, fino a quando non venne avvistato un esemplare solitario in Iran nel 2010. Il sito di svernamento di Poyang, in Cina, ospita il 98% della popolazione, ma è minacciato dai cambiamenti idrologici provocati dalla diga delle Tre Gole e da altri progetti di sfruttamento delle acque.
Le testimonianze storiche indicano che in India questa specie occupava un areale di svernamento molto più esteso, essendo stata segnalata nel Gujarat, nei pressi di Nuova Delhi e molto più ad est, nel Bihar. Nel 1974 a Bharatpur svernavano fino a 75 esemplari, ma da allora il loro numero è crollato, tanto che nel 1992 ne venne segnalata una sola coppia e l'ultimo esemplare venne avvistato nel 2002. Nel XIX secolo era ben più numeroso il numero di questi uccelli che visitava l'India. Purtroppo, essi attirarono ben presto l'attenzione di cacciatori e collezionisti di esemplari museali. Un esemplare fuggito da un serraglio privato venne abbattuto nelle Ebridi Esterne nel 1891. È possibile che in passato la popolazione occidentale svernasse anche molto più a ovest di quanto non faccia oggi, in Egitto, lungo il Nilo.
La migrazione di uno stormo di esemplari che svernava in Iran è stato monitorato attraverso la telemetria satellitare. Grazie ad essa gli studiosi hanno scoperto che questi esemplari effettuavano una sosta all'estremità orientale del delta del Volga. La telemetria satellitare è stata utilizzata anche per tracciare la migrazione della popolazione orientale a metà degli anni '90, grazie alla quale sono state scoperte nuove aree di sosta lungo la rotta migratoria della specie nella Russia orientale e in Cina. La gru siberiana è una delle specie alle quali si applica l'Accordo sulla conservazione degli uccelli acquatici migratori dell'Africa-Eurasia (AEWA) ed è soggetta al Protocollo d'intesa relativo alle misure di conservazione per la gru siberiana, concluso nell'ambito della convenzione di Bonn.

## Rapporti con l'uomo
Per alcune tribù di nativi siberiani - gli Jakuti e gli Jukaghiri - la gru siberiana è un uccello sacro associato al sole, alla primavera e agli spiriti celesti benevoli, gli ajyy. Nel poema epico jakuto Olonkho, sciamani e sciamane si trasformano in gru siberiane.